# Герб Чилі
Герб Чилі — один з державних символів Чилі. Сучасний герб був прийнятий в 1834 році, його автором є англійський художник Чарльз Вуд Тейлор (ісп. Carlos C. Wood Taylor). 

## Опис
Герб складається з щита, розділеного на дві рівні частини: блакитної верхньої та червоної нижньої. В центрі розташована п'ятипроменева срібна зірка. Щит підтримують андійський кондор з одного боку та гаемал з іншого, обидві тварини є найвідомішими тваринами, характерними для країни. Обидві вони мають на головах золоті корони, символ флоту та Тихого океану. Внизу герба розташовано стрічку з девізом Por la Razón про la Fuerza («За переконанням або примусово»).